# Деландр, Адольф
Адольф Эдуар Мари Деландр (фр. Adolphe Édouard Marie Deslandres; 22 января 1840, Батиньоль-Монсо, ныне в составе Парижа — 30 июля 1911, Париж) — французский композитор и органист.
Сын Лорана Деландра (1813—1880), c 1829 года и до конца жизни органиста построенной в 1828 году церкви Сен-Мари-де-Батиньоль в одноимённом квартале. Окончил Парижскую консерваторию (1858), ученик Франсуа Бенуа (орган) и Эме Леборна (контрапункт и фуга). В 1860 году получил второй приз Римской премии с кантатой «Иван IV» (на сюжет об Иване Грозном).
С 1862 года наряду с отцом играл на органе в церкви Сен-Мари-де-Батиньоль, а в 1880 году после смерти отца стал её главным органистом. Сочинял органную и другую церковную музыку, в том числе ораторию «Семь слов» (1883), Stabat Mater (1884) и др. Вместе с тем работал и как оперный композитор, дебютировав в 1872 году в Опера Комик одноактной оперой «Воскресенье и понедельник» (фр. Dimanche et Lundi) — «сочинением из крестьянской жизни с удачным мелодическим развитием и отличным мастерством» (фр. une petite paysannerie en un acte d'un heureux tour mélodique et d'une excellente facture); первая опера Деландра стала и наиболее успешной, однако можно выделить также другую одноактную работу, «Поцелуй» (фр. Le baiser; 1884). Из инструментальных сочинений Деландра следует отметить Скерцо для духовых и фортепиано (1879), написанное для концертов Общества духовых инструментов Поля Таффанеля. Пьеса Деландра Интродукция и полонез для гобоя и фортепиано в 1905 году была конкурсным сочинением на выпускном экзамене Парижской консерватории.
Музыкантами были также братья Адольфа Деландра. Жюль Лоран Деландр (1838—1870) играл на контрабасе в оркестре Парижской оперы, Жорж Филипп Деландр (1849—1875), органист, ученик Сезара Франка, работал в различных парижских церквях. Их сестра, Мадлен Клеманс Деландр (1852—?), певица, нередко участвовала в концертных программах Адольфа.
Похоронен в семейной могиле, вместе с родителями и братьями, на кладбище Монмартр, на надгробии размещён бюст работы Поля Франсуа Шоппена.